# Hebron (Illinois)
Hebron es una villa ubicada en el condado de McHenry en el estado estadounidense de Illinois. En el Censo de 2010 tenía una población de 1216 habitantes y una densidad poblacional de 240,15 personas por km².

## Geografía
Hebron se encuentra ubicada en las coordenadas 42°27′55″N 88°26′3″O / 42.46528, -88.43417. Según la Oficina del Censo de los Estados Unidos, Hebron tiene una superficie total de 5.06 km², de la cual 5.06 km² corresponden a tierra firme y (0%) 0 km² es agua.

## Demografía
Según el censo de 2010, había 1216 personas residiendo en Hebron. La densidad de población era de 240,15 hab./km². De los 1216 habitantes, Hebron estaba compuesto por el 90.38% blancos, el 2.47% eran afroamericanos, el 0.08% eran amerindios, el 0.82% eran asiáticos, el 0% eran isleños del Pacífico, el 4.61% eran de otras razas y el 1.64% pertenecían a dos o más razas. Del total de la población el 9.54% eran hispanos o latinos de cualquier raza.